# ماذا ينبغي أن نفعل يا أهل المشرق
ماذا ينبغي أن نفعل يا أهل المشرق؟ هو اسم كتاب شعر فلسفي باللغة الفارسية لمحمد إقبال، وهو شاعر وفيلسوف من شبه القارة الهندية. نُشر في عام 1936. نُشرَت ترجمة وتعليق وتقدير أدبي باللغة الأردية لإلهي بخش أختر أوان من وكالة الكتاب الجامعي في خيبر بازار، في بيشاور الباكستانية في عام 1960.
يتضمن الكتاب مثنويات منها مثنوية بأسلوب جلال الدين الرومي: "هذه البشرى السارة، الشرق سيستيقظ من سباته" (خوابي غفلة). يتضمن هذا الكتاب شرحًا مفصلًا مُلهمًا عن الفقر الطوعي والإنسان الحر، يليه عرض لأسرار الشريعة الإسلامية والمفاهيم الصوفية. ويعرب عن أسفه للخلافات بين مواطني جنوب آسيا وكذلك الدول الإسلامية. الكتاب عبارة عن سرد لرحلة إلى أفغانستان. وفي المثنوي، ينصح شعب منطقة صبحة سرحات (الأفغان) بتعلم "سر الإسلام" و"بناء الذات" داخل أنفسهم لأنهم شعب صالح عظيم.

## المواضيع
| مقدمة - مقدمة - خطاب إلى شمس العالم المُنير - حكمة موسى - حكمة الفراعنة - لا إله إلا الله - الفجر - الإنسان الحر - جوهر الشريعة - رثاء على اختلاف هنود جنوب آسيا - السياسة في عصرنا - كلمات قليلة إلى أهل العرب - ماذا نفعل يا أهل المشرق؟ - إلى النبي محمد (ص) - إهداء | المسافر - مقدمة - خطاب إلى أهالي الحدود - المسافر يدخل كابول ويزور ضريح الملك الشهيد الراحل - عند قبر بابور السماوي - يزور غزنة ويقدم التبجيل لـ حكيم سنائي - روح سنائي تتكلم من السماء - عند قبر السلطان محمود - دعاء المضطرب - رؤية ثوب النبي في قندهار. - الأنشودة - عند ضريح حضرة أحمد شاه بابا، مؤسس الأمة الأفغانية - حديث مع ملك الإسلام محمد ظاهر شاه. |

## روابط خارجية
اقرأ على الإنترنت
- "Pas Chih Bayed Kard Ay Aqwam e Sharq". Iqbal Academy Pakistan. مؤرشف من الأصل في 2012-05-03. اطلع عليه بتاريخ 2006-03-12.
- "Pas Chih Bayed Kard Ay Aqwam e Sharq". Iqbal Cyber Library.
- "What Should be Done O People of the East, English translation of Pas Chih Bayed Kard Ay Aqwam e Sharq by Bashir Ahmad Dar". Iqbal Academy Pakistan. مؤرشف من الأصل في 2012-02-04. اطلع عليه بتاريخ 2006-03-12.
- "What Should be Done O People of the East, English translation of Pas Chih Bayed Kard Ay Aqwam e Sharq by Bashir Ahmad Dar". Iqbal Cyber Library.

أكاديمية إقبال، باكستان
- "Homepage". Iqbal Academy Pakistan. مؤرشف من الأصل في 2014-02-21. اطلع عليه بتاريخ 2006-03-12.

مكتبة إقبال الإلكترونية
- "Iqbal Cyber Library".